# Garfield megye (Washington)
Garfield megye az Amerikai Egyesült Államokban, azon belül Washington államban található. Megyeszékhelye és legnagyobb városa Pomeroy. Lakosainak száma 2286 fő (2020. április 1.).

## Szomszédos megyék
- Whitman megye (észak)
- Asotin megye (kelet)
- Wallowa megye (dél)
- Columbia megye (nyugat)

## Népesség
A megye népességének változása:
| Lakosok száma | 2267 | 2253 | 2230 | 2256 | 2219 | 2286 |
|               | 2010 | 2011 | 2012 | 2013 | 2015 | 2020 |